# 合肥市第三中学
合肥市第三中学，简称合肥三中，前身为创办于1920年的私立庐阳正谊中学，位于合肥市庐阳区宿州路与阜南路交口，逍遥津公园南侧。
合肥三中为安徽省示范性普通高级中学。

## 链接
- 合肥市第三中学
- 合肥市第三中学|繁华街市里的“细节温度”